# Vale de Azares
Vale de Azares is een plaats (freguesia) in de Portugese gemeente Celorico da Beira en telt 467 inwoners (2001).